# Gardes d'honneur italiens
 (mai 2024).

drapeau du royaume d'Italie 1804 - 1814

Les Gardes d'honneur italiens constituent cinq compagnies de cavaleries et d'infanteries ayant servi le royaume d'Italie sous le Premier Empire. Les compagnies sont constituées de soldats issus de la bourgeoisie et de la petite noblesse et s'équipant à leur frais. Les Gardes d'honneur vont particulièrement s'illustrer lors de la campagne de Russie en 1812.

## Historique
Les Gardes d'honneur sont formés en 1805 et sont constitués en quatre compagnies, la première de Milan, la seconde de Bologne, la troisième de Brescia et la quatrième de Romagne. En 1807, une cinquième compagnie est créée, la compagnie de Venise (5e compagnie de Venise).
Selon le décret du 20 juin 1805 titre 2 traitant des Gardes d'honneur :
- Article 2. Il sera formé dans notre royaume d'Italie, quatre compagnies des Gardes d'honneur qui porteront les noms suivants :
  - 1ere compagnie de Milan
  - 2e compagnie de Bologne
  - 3e compagnie de Brescia
  - 4e compagnie de la Romagne
- Article 3. Chaque compagnie sera composée de 100 hommes dont 60 à cheval et 40 à pied.
- Article 4. Ces compagnies seront formées des frères, fils, petit-fils, neveux et petit-neveux et cousins, des membres des trois collèges et des jeunes gens de la conscription, fils ou neveux des plus imposés des départements.
- Article 5. La compagnie de Milan sera composée des jeunes gens des départements de l'Olona, de l'Aagogna, du Lario et de l'Adda. La compagnie de Bologne sera composée des jeunes gens des départements du Reno, du Crostolo, du Panaro et du Mincio. La compagnie de Brescia sera formée des jeunes gens des départements du Serio, de l'Alto Pô, de la Mella et de l'Adige. La compagnie de la Romagne des jeunes gens des départements du Rubicone et du Basso Pô.
- Article 6. Jusqu'à ce que ces compagnies soient au complet, aucun frère, fils, petit-fils, neveu, petit-neveu ou cousin des membres des trois collèges ou fils ou neveu des plus imposés des départements qui, les uns ou les autres, se trouveraient de la conscription ne seront admis à se faire remplacer.
- Article 7. Ces compagnies feront leur service auprès de la personne du Roi.
- Article 8. Deux ans de service dans ces compagnies donneront le grade de sous-lieutenant.
- Article 9. Tous ceux qui seront admis devront avoir un revenu de 1200 livres de Milan ou de leurs biens propres ou en une pension assurée par leurs parents, tous les trimestres à la caisse de la compagnie, et seront soldés aux gardes tous les mois à raison de 100 livres par mois.

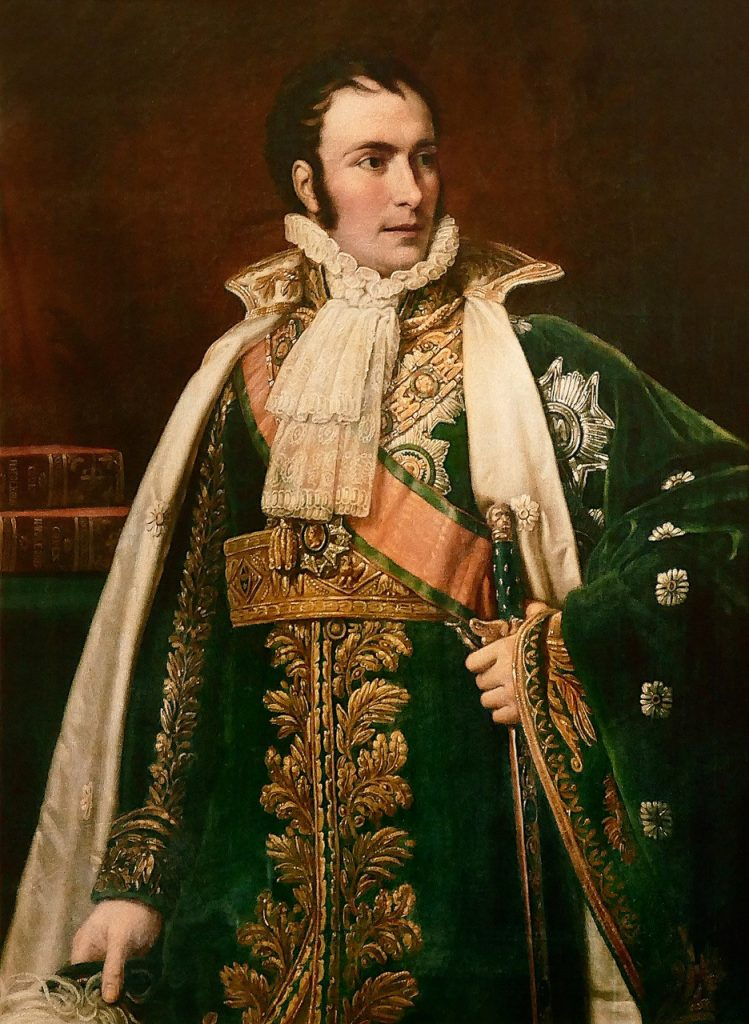
Eugène de Beauharnais vice-Roi d'Italie

- Eugène de Beauharnais vice-Roi d'ItalieArticle 10. Il sera fourni aux gardes à cheval, un cheval harnaché et des rations par la nourritures du cheval. Les hommes tant à pied qu'à cheval recevront pour la nourriture et les vêtements un prêt de 30 livres par mois. L'armement et les casernements seront fournis par les magasins royaux.

Les Gardes d'honneur Italiens sont les prémisses de ce que seront les Gardes d'honneur français. Alors que l'effectif attendu était de 400 hommes, il n'y a en 1806 que 150 hommes. Le commandement est incompétent et des officiers français doivent prendre la relève. Le titre et la fortune ne font pas nécessairement l'officier de cavalerie. Les Gardes après les deux années de services rejoignent une unité de l'armée du royaume et deviennent sous-officiers, c'est en quelque sorte une école militaire en vue de former les cadres de l'armée ainsi que de faire venir sous les drapeau l'ensemble des classes sociales et notamment les plus aisées. Les Gardes d'honneur font la campagne de Russie et notamment la bataille de la Moskova, ils furent 331 à partir aux côtés du Prince Eugène de Beauharnais et plus de 200 vont mourir en Russie. En 1810, le volontariat cède sa place au service obligatoire. Les gardes seront 895 au total et 450 d'entre eux deviendront officiers dans l'armée italienne. À la chute du Royaume en 1814, ils sont dissous comme le reste de l'armée. Ils auront fait en 1813 la campagne d'Allemagne puis en 1814 la campagne de France.

## L'uniforme et représentation dans les collections publics et privées dans le monde

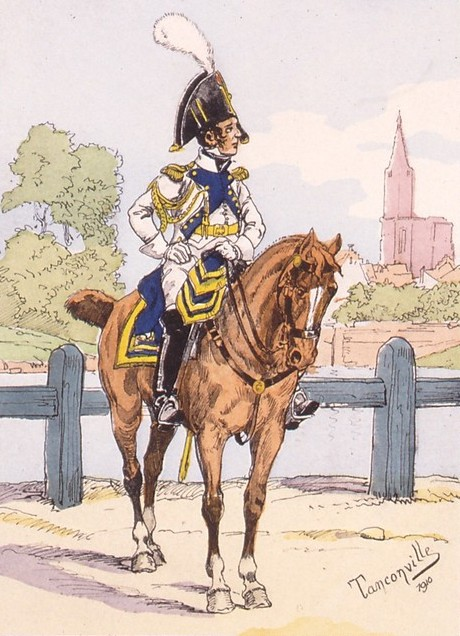
Colonel de la garde d'honneur de Strasbourg, 1809.

À leur création, les gardes d'honneur portent un uniforme proche des gardes d'honneur des villes comme on peut le retrouver à Turin, à Bruxelles ou à Tarbes. L'uniforme est composé d'un habit de couleur bleu à revers rouge et galonnage argenté, la sellerie est de couleur rouge. À noter que la compagnie de Milan a un habit de couleur blanc, les revers et les retroussis sont en revanche verts, le galonnage est doré. Les épaulettes portées par toutes les compagnies excepté la compagnie de Milan sont des épaulettes trèfles, tandis que la compagnie de Milan possède des épaulettes simples. En service à cheval, le cavalier porte des bottes à l'écuyère identiques à la cavalerie lourde française, cuirassiers et carabiniers. La tenue à pied s'apparente plus à une tenue de société, proche de ce que l'on pouvait trouver auprès de la Maison du roi chez les Garde du corps du roi. Jusqu'en 1810, les Gardes d'honneur portent un bicorne à plumet blanc avec galonnage argenté sauf pour la compagnie de Milan qui a un galonnage doré. Les cocardes portées sont de trois couleur vert blanc rouge, l'ordre n'est pas défini, il y a des variantes. En 1810 comme pour les carabiniers français ou les gardes du corps saxons, et à la suite de la bataille de Wagram, ils sont dotés d'un nouvel uniforme et d'un casque, l'uniforme devient vert avec des distinctifs de couleur en fonction des compagnies à l'instar des dragons. Les épaulettes en trèfles sont abandonnées au profit des épaulettes simples et le galonnage doré excepté pour les boutons et insignes de collet restent argentés. La compagnie de Venise a par exemple le distinctif orange, tandis que la compagnie de Bologne a le distinctif jaune et celle de Milan le distinctif rouge. Le casque est un casque à la romaine à chenille noire et plumet blanc, la chenille est blanche pour le trompette. Au lieu d'une tête de gorgones, c'est un aigle qui ouvre ses ailes. Un casque et un habit avec son bicorne sont présentés par le musée de l'Armée dans une vitrine dédiée à l'Armée des vingt nations. Le casque est celui d'un trompette et l'habit celui d'un garde de la période post 1810. Le musée du Risorgimento possède des estampes représentant les gardes d'honneur du royaume d'Italie.

## Armement
Pour le service à pied, les gardes sont équipés d'un fusil modèle 1777 avec sa baïonnette. Le sabre porté à pied est un sabre d'officier non utilitaire, c'est un sabre de service de société. Le cavalier a une paire de pistolets rangée dans ses chaperons doubles, il possède une giberne. Différent modèles de sabre sont utilisés mais en règle générale les sabres de cuirassiers et de carabiniers français sont les plus courants. En 1810, les cavaliers sont équipés d'un mousqueton de cavalerie et portent une baïonnette.